# Fútbol Sala Móstoles
El Móstoles 2008 fue un equipo español de fútbol sala fundado en 1989 con sede en Móstoles y que desapareció en el año 2009. Su mayor logro llegó la temporada 2007/2008, al llegar a la final de la Copa de España, proclamándose subcampeón de la misma, en el año del Bicentenario del levantamiento de Andrés Torrejón contra los franceses. El Móstoles 2008 se vio obligado en la temporada siguiente, la 2008/2009, a renunciar a jugar en División de Honor a pesar del éxito meritorio conseguido la campaña anterior. Los numerosos problemas económicos adquiridos por la presidencia de David Moreno, dueño de PSG, inmobiliaria que patrocinaba al club mostoleño y que se vería envuelto en un vergonzoso caso de estafa cuya sentencia se conoció en el año 2015 y que afectó a 1800 personas, fueron el resultado de meses sin cobrar por parte de los jugadores y de su posterior salida al término de la temporada, justo después de aquella histórica final. El ayuntamiento de la localidad no quiso ayudar al club a afrontar las deudas adquiridas ni los gastos económicos que ello supondría, por lo tanto, el Móstoles 2008 tuvo que ceder su plaza y jugar en Primera Nacional "A". Esto solo sería una muerte anunciada, pues al término de la temporada 2008/2009, el Móstoles 2008 desapareció.
Gracias a la intervención del nuevo presidente, Valentín Ortiz Muñoz y dos exjugadores del club, Santa y Jorge de la Cruz, que se hacen cargo del club, consiguen fundar en 2009 el Ciudad de Móstoles F. S., luchando en contra de los elementos y del concejal de Deportes Eduardo de Santiago y el propio consistorio que hicieron lo imposible por ello. Después de cinco años de luchar contra la penuria económica y los elementos, consiguieron salvar y sanear el club. En la actualidad y gracias a la gestión que se realizó desde finales del 2008 hasta el 2013, el club consiguió tener las cuentas saneadas, una estructura de cantera sólida y fuerte y un futuro esperanzador e ilusionante que ha conseguido a llegar en la actualidad a ganar el campeonato nacional juvenil y múltiples títulos en todas las categorías del fútbol sala madrileños y nacionales. Actualmente cuenta con una directiva nueva y renovado con ilustres dirigentes de otras épocas como el presidente Antonio Peña y el antiguo entrenador en división de honor Tino de la Cruz e históricos jugadores como Jorge de la Cruz y Antonio Javier Sánchez García "Santa".

## Trayectoria
| Temporada | División       | Posición | Copa de España |
| --------- | -------------- | -------- | -------------- |
| 1994/95   | 1.ª Nacional B | 1.º      |                |
| 1995/96   | 1.ª Nacional A | —        |                |
| 1996/97   | D. Plata       | 8º       |                |
| 1997/98   | D. Plata       | 2º       |                |
| 1998/99   | D. Plata       | 1º       |                |
| 1999/00   | D. Plata       | 1º       |                |
| 2000/01   | D. Honor       | 10º      |                |
| 2001/02   | D. Honor       | 13º      |                |

| Temporada | División       | Posición | Copa de España |
| --------- | -------------- | -------- | -------------- |
| 2002/03   | D. Honor       | 9º       |                |
| 2003/04   | D. Honor       | 13º      |                |
| 2004/05   | D. Honor       | 14º      |                |
| 2005/06   | D. Honor       | 7º       |                |
| 2006/07   | D. Honor       | 7º       |                |
| 2007/08   | D. Honor       | 13.º     | Subcampeón     |
| 2008/09   | 1.ª Nacional A | 7.º      |                |

- 8 temporadas en División de Honor
- 4 temporadas en División de Plata
- 2 temporadas en 1ª Nacional A
- 1 temporada en 1.ª Nacional B

## Pabellón
- Pabellón Andrés Torrejón-El Soto
- Capacidad: 2200 espectadores
- Dirección: Avenida de Íker Casillas S/N
- Localidad: Móstoles (Madrid)

## Peñas
- Peña Móstoles 1808
- Peña Gol Mostoleño
- Peña Los Corbatos

## Palmarés
- 2 Ligas de División de Plata
- 1 Copa de la Comunidad de Madrid
- 1 Subcampeonato de la Copa de España